# The Sims Studio
The Sims Studio es una división de Maxis, un sello subsidiario de Electronic Arts. Su ubicación principal está situado en el campus de Electronic Arts en Redwood City, donde también se encuentra Visceral Games otro estudio de EA. Además en Redwood City se sitúa el equipo individual de EA Black Box junto con EA Canadá. Hay un estudio secundario de The Sims Studios situado en Salt Lake City. Al principio The Sims Studio se hizo cargo de la producción y la expansión de la popular franquicia de juegos  Los Sims  de Maxis, poco antes de Maxis ser finalmente reintegrado a tiempo para la producción de  Los Sims 3: Movida en la Facultad , y luego  Los Sims 4.

## Historia
Después de muchos años de exitosos títulos de la franquicia Los Sims , en el año 2006 Electronic Arts transferido todas las responsabilidades al desarrollador original Maxis, para crear su división inicialmente llamado The Sims Division, más tarde cambió al nombre actual. Rod Humble fue seleccionado para dirigir este nuevo equipo como el jefe del estudio. Maxis vuelto a centrar su atención en su próximo proyecto: Spore. Scott Evans es el actual director general del estudio, y Lucy Bradshaw fue la directora general de EA Maxis hasta 2015.
Particularmente, Will Wright y Maxis no estaban involucrados en el desarrollo de Los Sims 3 , aunque muchos los antiguos desarrolladores de Maxis estuvieron involucrados en su producción. Esta tercera generación de la serie principal se desarrolló en su totalidad por The Sims Studio. En 2012, EA ha anunciado una reestructuración organizativa que cuenta con Maxis como una de sus cuatro sellos importantes en reemplazo del antiguo sello de EA Play. Como parte de esta iniciativa, The Sims Studio se convirtió en una parte de EA Maxis (Redwood Shores Studios). Por lo tanto, la marca Maxis es ahora una vez más presente en las emisiones que empiezan con  Sims 3: Movida en la Facultad , desarrollado por los estudios en Salt Lake City, ySimCity desarrollado por los estudios de Emeryville.
The Sims Studio, ahora integrado de nuevo en Maxis subsidiaria de Electronic Arts, y lanzaron Los Sims 4 en septiembre de 2014.

## Juegos desarrollados
A continuación se muestra una lista de los juegos que The Sims Studio ha desarrollado. Los elementos con un asterisco (*) indican que se sabe que están trabajando actualmente en ese proyecto.
| Game                                  | Release Date             | Platform(s)                                                   |
| ------------------------------------- | ------------------------ | ------------------------------------------------------------- |
| Los Sims 3                            | 2 de junio de 2009       | Windows, Mac OS X, Xbox 360, PlayStation 3, Wii, Nintendo 3DS |
| Los Sims 3: Trotamundos               | 18 de noviembre de 2009  | Windows, Mac OS X                                             |
| Los Sims 3: High-End Loft Stuff       | 2 de febrero de 2010     | Windows, Mac OS X                                             |
| Los Sims 3: Ambitions                 | 1 de junio de 2010       | Windows, Mac OS X                                             |
| Los Sims 3: Fast Lane Stuff           | 7 de septiembre de 2010  | Windows, Mac OS X                                             |
| Los Sims 3: Late Night                | 26 de octubre de 2010    | Windows, Mac OS X                                             |
| Los Sims 3: Outdoor Living Stuff      | 1 de febrero de 2011     | Windows, Mac OS X                                             |
| Los Sims 3: Generations               | 31 de mayo de 2011       | Windows, Mac OS X                                             |
| Los Sims 3: Town Life Stuff           | 26 de julio de 2011      | Windows, Mac OS X                                             |
| Los Sims 3: ¡Vaya fauna!              | 18 de octubre de 2011    | Windows, Mac OS X, Xbox 360, PlayStation 3, Nintendo 3DS      |
| Los Sims 3: Master Suite Stuff        | 24 de enero de 2011      | Windows, Mac OS X                                             |
| Los Sims 3: Showtime                  | 6 de marzo de 2012       | Windows, Mac OS X                                             |
| Los Sims 3: Katy Perry's Sweet Treats | 5 de junio de 2012       | Windows, Mac OS X                                             |
| Los Sims 3: Diesel Stuff              | 10 de julio de 2012      | Windows, Mac OS X                                             |
| Los Sims 3: Supernatural              | 4 de septiembre de 2012  | Windows, Mac OS X                                             |
| Los Sims 3: Seasons                   | 12 de noviembre de 2012  | Windows, Mac OS X                                             |
| Los Sims 3: 70s, 80s, & 90s Stuff     | 22 de enero de 2013      | Windows, Mac OS X                                             |
| Los Sims 3: University Life           | 5 de marzo de 2013       | Windows, Mac OS X                                             |
| Los Sims 3: Island Paradise           | 25 de junio de 2013      | Windows, Mac OS X                                             |
| Los Sims 3: Movie Stuff               | 10 de septiembre de 2013 | Windows, Mac OS X                                             |
| Los Sims 3: Into the Future           | 22 de octubre de 2013    | Windows, Mac OS X                                             |
| Los Sims 4                            | 2 de septiembre de 2014  | Windows, Mac OS X                                             |
| Los Sims 4: De acampada               | 13 de enero de 2015      | Windows, Mac OS X                                             |
| Los Sims 4: ¡A Trabajar!              | 31 de marzo de 2015      | Windows, Mac OS X                                             |
| Los Sims 4: Fiesta Glamurosa          | 19 de mayo de 2015       | Windows, Mac OS X                                             |
| Los Sims 4: Patio de Ensueño          | 16 de junio de 2015      | Windows, Mac OS X                                             |
| Los Sims 4: Día de Spa                | 14 de julio de 2015      | Windows, Mac OS X                                             |
| Los Sims 4: Cool Kitchen Stuff        | 11 de agosto de 2015     | Windows, Mac OS X                                             |
| Los Sims 4: ¿Quedamos?                | 8 de diciembre de 2015   | Windows, Mac OS X                                             |

- Datos: Q2081220
- Multimedia: The Sims / Q2081220